# Peter Sellars

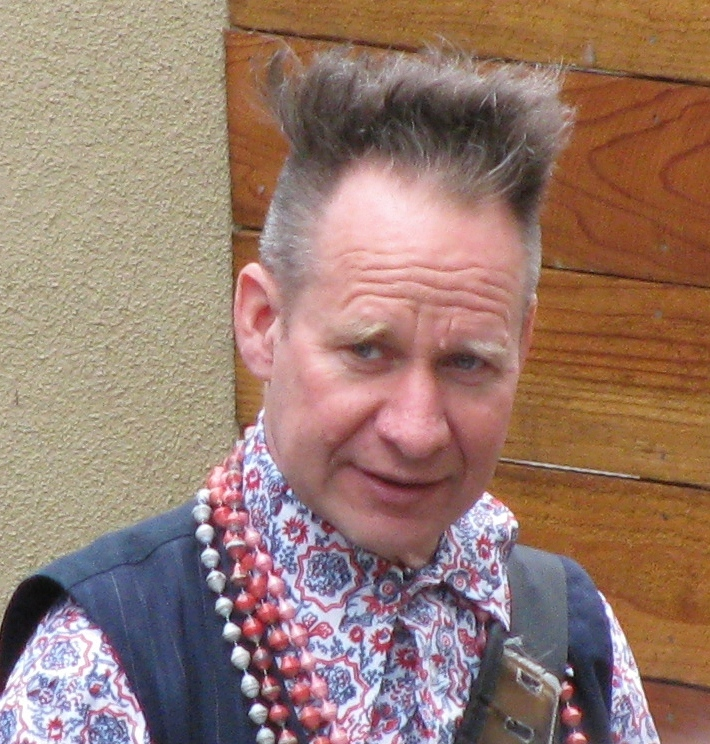
Peter Sellars (2011)

Peter Sellars (* 27. September 1957 in Pittsburgh, Pennsylvania) ist ein US-amerikanischer Theaterregisseur.
Sellars absolvierte die renommierte Phillips Academy in Massachusetts 1975 und studierte dann an der Harvard University Literatur und Musik. 1980 debütierte er in New York als Bühnenregisseur. Zu weiteren Theaterstudien reiste er nach Japan, China und Indien. 1983 war er MacArthur Fellow. Im selben Jahr wurde er Theaterleiter der Boston Shakespeare Company und 1984 zum Theaterleiter des American National Theater in Washington D. C. ernannt. In Boston machte er sich bereits einen Namen als Regisseur moderner Interpretationen von Opern wie Così fan tutte, Die Hochzeit des Figaro oder Don Giovanni. Diese Inszenierungen wurden fürs amerikanische Fernsehen aufgenommen und machten seinen Namen bekannt. Auch in Europa ging er mit diesen Opern erstmals auf Tournee.
Als Regisseur war Sellars Gast bei den Salzburger Festspielen (1992 Saint François d’Assise) und beim Glyndebourne Opera Festival (Die Elektrifizierung der Sowjetunion [1987 u. 1988], Die Zauberflöte [1990 u. 1991], Theodora [1996 u. 2003], Idomeneo [2003]). 2000 inszenierte er die Uraufführung von Kaija Saariahos Oper L’amour de loin bei den Salzburger Festspielen. 2002 leitete Sellars das South Australia Art Festival in Adelaide. 2004 wurde bei den Wiener Festwochen seine Interpretation von Euripides’ The Children of Heracles aufgeführt. 2006 wurde er von Mozartjahr-Chef Peter Marboe beauftragt, im Rahmen des Mozartjahres das „New Crowned Hope“ Festival in Wien zu organisieren. Dort wurde Saariahos Oratorium La passion de Simone in seiner Inszenierung uraufgeführt.
2010 inszenierte er zusammen mit Simon Rattle und Simon Halsey eine szenische Aufführung der Matthäuspassion von Johann Sebastian Bach in der Berliner Philharmonie. Die Inszenierung der Johannespassion von J. S. Bach erfolgte im Jahr 2014 ebenfalls in Berlin mit fast gleicher Besetzung. 2017 führte er bei den Salzburger Festspielen bei La clemenza di Tito Regie, 2019 bei Idomeneo, 2024 bei Prokofjews Der Spieler und 2025 bei der Musiktheater-Trilogie One Morning Turns into an Eternity mit Musik von Schönberg, Webern und Mahler.

## Auszeichnungen
Seit 2006 ist er Mitglied der American Academy of Arts and Sciences. Im August 2014 wurde er neben dem US-amerikanischen Pionier des Rock ’n’ Roll Chuck Berry mit dem schwedischen Polar Music Prize geehrt, schon 2005 erhielt er den Dorothy and Lillian Gish Prize.